# Nipsey Hussle
Ermias Joseph Asghedom (Los Ángeles, California; 15 de agosto de 1985-Ib.; 31 de marzo de 2019), conocido por su nombre artístico Nipsey Hussle, fue un rapero estadounidense.

## Biografía
Nacido y criado en el distrito de Crenshaw en el sur de Los Ángeles, fue miembro de la pandilla local Crips de los Rollin 60. Lanzó varios mixtapes; en particular, Crenshaw (2013) logró un éxito rápido y notable, atrayendo los elogios de varios artistas, incluyendo E-40 y Jay-Z.
En 2018, su álbum debut Victory Lap debutó en el cuarto lugar en el Billboard 200 y fue nominado para un premio Grammy en la categoría de mejor álbum de hip hop.

### Vida personal
En 2013 Hussle empezó a salir con la actriz Lauren London y el 13 de agosto de 2016 tuvieron a su primer hijo. London ya tenía una hija de su relación con el rapero Lil Wayne. Por otro lado, Hussle también tuvo una hija, Emani, de una relación previa.

## Asesinato
Según informes de la policía, el 31 de marzo de 2019 Hussle recibió varios disparos en el estacionamiento de su tienda Marathon Clothing en West Slauson Avenue, en el sur de Los Ángeles, cerca del barrio donde nació y se crio, aproximadamente a las 3:25 p. m. Hussle fue herido cinco veces en el torso y una en la cabeza. Otras dos personas fueron heridas en el tiroteo. Las tres víctimas fueron trasladadas al hospital pero Hussle llegó muerto a las 3:55 p. m. Tenía 33 años. Las noticias reportaron que numerosas celebridades ofrecieron condolencias en las redes sociales. La policía tiene como principal sospechoso a Eric Holder, de 29 años.
Los investigadores creen que Holder era conocido del rapero y posiblemente fue quien le disparó, por motivos de índole personal. El 2 de abril de 2019, Holder fue aprehendido por miembros del Departamento de Policía de Los Ángeles. En los días anteriores a su muerte, Hussle y la discográfica Roc Nation habían previsto reunirse con miembros de la policía de Los Ángeles para discutir acerca de la posibilidad de prevenir la violencia de las pandillas en el Sur de Los Ángeles. La reunión estaba programada para el 1° de abril de 2019, pero fue suspendida debido a la muerte de Hussle un día antes. De acuerdo al Comisionado de la Policía de Los Ángeles, Steve Soboroff, la reunión se reprogramaría para una fecha posterior.

## Discografía

### Álbum de estudio
- 2018: Victory Lap

### Álbum colaborativo
- 2012: Raw (con Blanco)

### Compilaciones
- 2013: Nip Hussle the Great Vol. 1
- 2013: Nip Hussle the Great Vol. 2

### Mixtapes
| - 2005: Slauson Boy - 2008: Bullets Ain't Got No Name Vol. 1 - 2008: Bullets Ain't Got No Name Vol. 2 - 2009: Bullets Ain't Got No Name Vol. 3 - 2010: The Marathon - 2011: The Marathon Continues | - 2012: TMC: X-Tra Laps - 2013: Crenshaw - 2014: Mailbox Money - 2016: Slauson Boy 2 - 2016: Famous Lies And Unpopular Truths - 2017: No Pressure (con Bino Rideaux) |